# SK-OV-3
SK-OV-3是一種二倍體卵巢癌細胞系，最初在1973年分離自一名64歲白人女性囊腺癌患者的腹水。在63.3％的SK-OV-3細胞中，染色體的模態數為43，而範圍則為42至45。 SK-OV-3對許多用於鑑定上皮來源癌的抗原，呈陽性反應，包括波形蛋白、高分子量細胞角蛋白、低分子量細胞角蛋白、上皮膜抗原（epithelial membrane antigen）和蛋白酪氨酸磷酸酶C型受體。早期的研究報告指出，SK-OV-3細胞不會表達CA-125（一種細胞表面抗原），而該抗原後來成為檢測卵巢癌最常用的生物標誌物，並且通過劑量反應曲線表明SK-OV-3細胞對鉑敏感。隨後的研究更顯示，SK-OV-3細胞中CA-125 C末端結構域的異位表達，降低了其對順鉑誘導的細胞凋亡的敏感性。目前已經有研究指出其具有中度分化能力，將SK-OV-3注入裸鼠後，裸鼠體內會產生大的實體腫瘤，並且會鬆散地附著在骨盆區域、腸或大網膜的脂肪上。

## 外部連結
- Cellosaurus entry for SK-OV-3（页面存档备份，存于）